# Carol López
Carol López (Barcelona, 1969) es una dramaturga, directora de cine y de teatro española. Fue la primera mujer en asumir la dirección artística de una sala de teatro en Barcelona, La Villarroel, cargo que ocupó durante tres temporadas (2010-2013).  Ganó el Premio Máx a la Mejor autoría teatral en catalán por Hermanas en 2008 y a la Mejor autoría teatral catalana por El próximo año será mejor, en 2013, escrita de forma colectiva junto a Victoria Szpunberg, Marta Buchaca y Mercè Sarrias.

## Trayectoria
Se licenció en Dramaturgia y Dirección Escénica por el Instituto del Teatro de Barcelona. Comenzó como dramaturga en 1997, con una escena de Antígona, una comedia, dentro del ciclo Novísimos Autores de la Sala Beckett. En 1998, ganó el Premio María Teresa León por su obra Susie que se estrenó al año siguiente. Ha escrito lecturas dramatizadas como Ese cuento llamado amor, dirigió La Señorita Júlia de August Strindberg y fue la dramaturga y directora de No pido nada excepto tiempo soleado (2003) y Una historia en 4 partes (2004) para el ciclo Ensayos Abiertos del Teatre Lliure de Barcelona.
Se dio a conocer con V.O.S. (Versión Original Subtitulada, 2005) en el Teatre Lliure, obra por la que recibió el Premio Butaca a la Mejor dirección y al Mejor espectáculo de pequeño formato, y que posteriormente fue llevada al cine por el director Cesc Gay. Siguió en 2006 con Last Chance y 987 días. En 2008 estrenó Hermanas, y ganó el Premio Max a la Mejor autoría teatral en catalán, el Premio Butaca al Mejor montaje teatral y al Mejor texto teatral, y el Premio de la Crítica de Barcelona a la Mejor dirección.
En 2010 se convirtió en la primera mujer en asumir la dirección artística de una sala de teatro en Barcelona, La Villarroel, cargo que ocupó hasta 2013.
En 2012 escribió y dirigió la ópera para jóvenes, Cosi FUN tutte que se estrenó en el Gran Teatro del Liceo, y las adaptaciones para televisión de Hermanas (Germanes) y de Nada volverá a ser como antes, que se emitieron por TV3.  También, escribió de forma colectiva junto a Szpunberg, Buchaca y Sarrias, El próximo año será mejor, que en 2013 ganó el Premio Max a la mejor autoría teatral catalana.
Como directora, también, ha trabajado para obras como El sistema solar de Mariana de Althaus, El efecto de Lucy Prebble, En defensa de los mosquitos albinos de Sàrrias, Esthetic Paradise de Szpunberg o Las bárbaras de Lucía Carballal, El viaje a ninguna parte de Fernando Fernán Gómez o Tres mujeres y un lobo de Javier Daulte.
Otras de sus obras son Sunday morning (2016), Hombres (2017), Epodermis (2018), Bonus Track (2020), Família (im)possible (2021) o Les amistats perilloses (2023).
Ha impartido clases en la Escuela Superior de Arte Dramático Eòlia y otras. En 2025 fue nombrada directora del proyecto pedagógico IT Teatre Lliure que lleva a cabo el Instituto del Teatro de Barcelona, que culmina con una obra que se estrena en el Teatre Lliure a finales de año y posteriormente pasa a formar parte del programa Reverberaciones IT Teatre Lliure con el apoyo de Diputación de Barcelona.

## Reconocimientos
En 1998 ganó el Premio María Teresa León por su obra Susie. Ganó por Hermanas, el Premio Max 2008 a la Mejor autoría teatral en catalán, el Premio Butaca al Mejor montaje teatral y al Mejor texto teatral, y el Premio de la Crítica de Barcelona a la Mejor dirección.
En 2013 ganó el Premio Max a la mejor autoría teatral catalana por la obra El próximo año será mejor, escrita de forma colectiva junto a Szpunberg, Buchaca y Sarrias. Ese mismo año, fue nominada por Germanes, la adaptación para televisión de su obra Hermanas a la Mejor película para televisión en la V edición de los Premios Gaudí.